# وادي الجيرة (فرع العدين)

تعديل مصدري - تعديل

وادي الجيرة محلة تابعة لقرية شعب حمران، التابعة لعزلة الوزيرة بمديرية فرع العدين إحدى مديريات محافظة إب في الجمهورية اليمنية، بلغ تعداد سكانها 156 حسب تعداد اليمن لعام 2004.